# 精神的続編
精神的続編（せいしんてきぞくへん）は、一般的な「続編」と異なり、以前の作品で確立されたストーリーや作品世界を継承しない新規作品ながら、同じテーマ、雰囲気、システムなどを持ったフィクション作品を指す言葉。英語の「spiritual successor（または「spiritual sequel」）」の訳語として使われる。ビデオゲームに対して使われる場合が多いが、それ以外の分野でも使われることがある。

## 精神的続編が制作される理由
現在のビデオゲーム制作では多くの場合、会社側がゲームの著作権や商標権を含む知的財産権（IP）を保持し、製作者側はそれらを保持できない。作品の制作後、その中核と言えるメンバーが入れ替えられたり、独立または解雇された場合、彼等自身はその続編を制作できない。その後、製作者達が知的財産などの問題を回避しつつ、元の作品と似た作品を制作することがある。これが「精神的続編」と呼ばれるものである。
別のケースでは、元になる作品が発売元の問題であまり売れなかったり、古い作品ですでに忘れ去られていたり、後継機の無いマイナーなハードで発表されていた場合、それらの作品を全く別のタイトルで、多少内容に関連を思わせる形で新規作品として制作されることもある。

## 精神的続編の一例

### ビデオゲーム
- 『パーフェクトダーク』は、『ゴールデンアイ 007』とストーリーや登場キャラクターに関連性は無いが、開発チームやゲームエンジンを受け継いでいる。
- 『Fallout シリーズ』は、1988年のコンピューターRPG『Wasteland』の内容と多くの類似点があり、精神的続編とされている。『Wasteland』は、2014年に直接の続編『Wasteland 2』が発売されている。
- 『ゼノサーガシリーズ』は、『ゼノギアス』の続編制作の有無などの経営方針の違いから、スクウェア（現：スクウェア・エニックス）を退社したスタッフが設立したモノリスソフトにより開発された。『ゼノギアス』の構想を発展・拡張したものがベースになっているが、公式には直接の関係は無いとされる。
- 『BioShock』は、開発者によって1999年のPCゲーム『System Shock 2』の実質的な続編と言われた[3]。
- 『アサシン クリード』は、当初『プリンス・オブ・ペルシャ』の続編として制作されていたものが基になっている。当時のタイトルは『Prince of Persia: Assassin』というものだった[4]。
- 『ナイトクライ』は、『クロックタワー』を現代に蘇らせるゲームとして開発された。
- 『ペニーブラッド』は『シャドウハーツ』、『アームドファンタジア』は『ワイルドアームズ』の精神的続編として企画され、2作品同時のクラウドファンディングにて開発資金が募られた。

### 映画
- 『危険な動物たち』は、1988年の『ワンダとダイヤと優しい奴ら』の続編的作品となっている。
- 『10 クローバーフィールド・レーン』は、『クローバーフィールド/HAKAISHA』と同じく“クローバーフィールド”の名を冠するサスペンス＆SF映画だが、内容に直接的な繋がりはない。ただし制作のJ・J・エイブラムスは「血のつながった映画」と表現している[5]。